# Karolína Nasavsko-Saarbrückenská
Karolína Nasavsko-Saarbrückenská (12. srpna 1704 – 25. března 1774) byla sňatkem zweibrückenská falckraběnka.

## Život
Karolína se narodila jako dcera hraběte Ludvíka Crata Nasavsko-Saarbrückenského a hraběnky Filipíny Jindřišky z Hohenlohe-Langenburgu.
21. září 1719 se Karolína v 15 letech provdala za svého 44letého kmotra, Kristiána III. Falcko-Zweibrückenského. Svatba se konala na zámku Lorenzen v Nasavsku. Karolína měla s Kristiánem čtyři děti:
- Karolína Falcko-Zweibrückenská (9. března 1721 – 30. března 1774), ⚭ 1741 Ludvík IX. Hesensko-Darmstadtský (15. prosince 1719 – 6. dubna 1790), lankrabě hesensko-darmstadtský
- Kristián IV. Falcko-Zweibrückenský (6. září 1722 – 5. listopadu 1775), ⚭ 1751 Maria Johanna Camasse (2. září 1734 – 1, prosince 1807), morganatické manželství
- Fridrich Michal Falcko-Zweibrückenský (27. února 1724 – 15. srpna 1767), ⚭ 1746 Marie Františka Falcko-Sulzbašská (15. června 1724 – 15. listopadu 1794)
- Kristýna Henrieta Falcko-Zweibrückenská (16. listopadu 1725 – 11. února 1816), ⚭ 1741 Karel August Waldeck (24. září 1704 – 19. srpna 1763)

Když Kristián III. v roce 1735 zemřel, převzala Karolína na pět let se souhlasem císaře Karla VI. regentství.
V letech 1744 až 1774 žila na zámku Bergzabern. 25. března 1774 jako devětašedesátiletá zemřela v Darmstadtu, kde byla také pohřbena.